# Wahl des Rats der deutschen Kulturgemeinschaft 1978
- SP: 3
- PFF: 4
- CSP: 11
- PDB: 7

Die Wahl des Rats der deutschen Kulturgemeinschaft 1978 fand am 17. Dezember 1978 statt. Gewählt wurden die Mitglieder der Legislative der damaligen deutschen Kulturgemeinschaft Belgiens, der heutigen Deutschsprachigen Gemeinschaft, für die Legislaturperiode 1978–1981. Zur Wahl stellten sich die Christlich Soziale Partei (CSP), die Sozialistische Partei (SP), die Partei für Freiheit und Fortschritt (PFF) und die Partei der deutschsprachigen Belgier (PDB).
Nachfolgende Tabelle zeigt den Ausgang der Wahl:
| Partei | Anteil in % | Anzahl Sitze |
| ------ | ----------- | ------------ |
| CSP    | 41,4        | 11           |
| SP     | 12,1        | 3            |
| PFF    | 16,5        | 4            |
| PDB    | 30,1        | 7            |